# Солунски военен музей
Солунският военен музей (на гръцки: Πολεμικό Μουσείο Θεσσαλονίκης) е военен музей в едноименния град, административен център на област Централна Македония, Гърция.

## Местоположение
Разположен е във военния комплекс на булевард „Стратос“ и „3 Септемвриос“.

## История
Сградата е построен е през 1890-те години по проект на архитекта Виталиано Позели като казарми за османската армия. От 1912 година тя принадлежи на гръцката армия.
Военният музей на Солун е открит през октомври 2000 година.

## Архитектура
В архитектурно отношение е правоъгълна, симетрична, продълговата, двуетажна сграда с мазе. Централната част, в която е поставен главният вход, леко излиза от основния обем и завършва с релефно декориран фронтон. Срещу входа има стълбище с два крака.

## Музей
Мисията на музея се състои в поддръжка на дейностите на Военния музей в Атина в Северна Гърция и съответно на мероприятията му в северната част на страната, с цел съхраняването на историческата памет и военното наследство на гърците в Северна Гърция. Чрез своите постоянни експозиции и различни дарителски изложби, музеят подчертава съшествуването на гръцкия народ в течение на цялата история, и в същото време допринася за документалното осигуряване на историята на Гърция във войните.
Постоянните коллекции разглеждат събития, които са повратни моменти в историята на съвременна Гърция – от началото на XX век до освобождението в края на Втората световна война. Те включват фотографии, униформи на гръцката армия, ВВС и ВМФ, макети на оръдия и кораби, произведения на изкуството, карти, пощенски картички и подобни експонати от армиите на други балкански страни. Тези експонати обхващат Гръцката революция, борбата за Македония, Балканските войни, Първата световна война, Малоазийския поход на гръцката армия, Итало-гръцката война, отбраната на линията „Метаксас“ в Източна Македония през 1941 г., Критската операция, окупацията на Гърция и гръцката национална съпротива, участието на гръцката армия в съюзническите операции в Северна Африка, Италия и Нормандия, освобождението на страната от окупацията. Освен изложбените зали, Военният музей разполага с амфитеатър, многофункционална зала и богата библиотека от исторически и военни публикации. Всички издания на Министерството на отбраната, Отдела по военна история и Военния музей се продават в книжарницата на музея
Под открито небе, пред зданието на музея, са разположени експонати на бронирани превозни средства, самолети и торпеда.

## Галерия
- Артефакти от колекцията на Николаос Николцос
- Артефакти от колекцията на Василис Николцос
- Изложба на картини